# Campoplex lancifer
Campoplex lancifer är en stekelart som beskrevs av Julius Theodor Christian Ratzeburg 1852. Campoplex lancifer ingår i släktet Campoplex och familjen brokparasitsteklar. Inga underarter finns listade.